# Gay Byrne
Gabriel Mary "Gay" Byrne (5 de agosto de 1934 – 4 de novembro de 2019) foi um apresentador irlandês e apresentador de rádio e televisão. Seu papel mais notável foi como o primeiro apresentador de The Late Late Show ao longo de um período de 37 anos, de 1962 a 1999. The Late Late Show é o segundo programa de bate-papo mais antigo do mundo. Ele era carinhosamente conhecido como "Uncle Gay", "Gaybo" ou "Uncle Gaybo". Seu tempo trabalhando na Grã-Bretanha com a Granada Television fez com que ele se tornasse a primeira pessoa a apresentar os Beatles na telinha e Byrne foram mais tarde os primeiros a apresentar o Boyzone na tela em 1993.
De 1973 a 1998, Byrne apresentou The Gay Byrne Hour — mais tarde The Gay Byrne Show quando se expandiu para duas horas — na RTÉ Radio 1 todas as manhãs de segunda a sexta. Depois de se aposentar de seus programas de rádio e televisão de longa duração, Byrne apresentou vários outros programas, incluindo Who Wants to Be a Millionaire?, The Meaning of Life e For One Night Only na RTÉ One e Sunday Serenade/Sunday with Gay Byrne na RTÉ lyric fm. Em 2006, foi eleito Presidente da Autoridade de Segurança Rodoviária da Irlanda. Em sua aposentadoria, ele foi descrito como o "Elder Lemon da radiodifusão irlandesa".
Em 2010, o The Irish Times disse que Byrne era "sem dúvida o homem mais influente do rádio e da televisão na história do Estado irlandês". Ele foi convidado a concorrer nas eleições presidenciais irlandesas de 2011, mas se recusou a concorrer, apesar de liderar as primeiras pesquisas de opinião.